# Skræm Sogn
Skræm Sogn er et sogn i Jammerbugt Provsti (Aalborg Stift).
I 1800-tallet var Skræm Sogn anneks til Haverslev Sogn. Begge sogne hørte til Øster Han Herred i Hjørring Amt. Trods annekteringen blev Skræm Sogn en selvstændig sognekommune. Skræm sognekommune blev ved kommunalreformen i 1970 indlemmet i Fjerritslev Kommune, som ved strukturreformen i 2007 indgik i Jammerbugt Kommune.
I Skræm Sogn ligger Skræm Kirke.
I sognet findes følgende autoriserede stednavne:
- Andebjerg Plantage (areal)
- Gundestrup Hede (bebyggelse)
- Gundestrup Mark (bebyggelse)
- Hassig (bebyggelse)
- Myager (bebyggelse)
- Skræm (bebyggelse, ejerlav)
- Tinggård Plantage (areal)
- Ålegårds Mark (bebyggelse)